# Asbecesta ornata
Asbecesta ornata es un coleóptero de la familia Chrysomelidae. Fue descrita científicamente por primera vez en 1900 por Jacoby.